# Palmon bicinctus
Palmon bicinctus är en stekelart som först beskrevs av Girault 1929.  Palmon bicinctus ingår i släktet Palmon och familjen gallglanssteklar. Inga underarter finns listade i Catalogue of Life.